# هاتينجلي
هاتينجلي؛ هي قرية صغيرة في شرق هامبشاير منطقة هامبشاير، إنجلترا.

## جغرافية
يقع على بعد 5 أميال (8.0 كم) جنوب غرب ألتون، قبالة طريق A31 .

## تاريخ
كانت ذات يوم في أبرشية مدنية كبيرة في بينتوورث المجاورة، لكنها تقع الآن في ميدستيد
أقرب محطة سكة حديد هي محطة ميدستيد وفور ماركس التي تم ترميمها على خط ووتر كريس، القطارات التي تتصل منها بأقرب محطة سكة حديد وطنية علي بعد 4.6 ميل (7.4 كم) إلى الشمال الشرقي، في ألتون